# Биньямини, Йосеф
Йосеф Биньями́ни (Беньями́нов) (1879, Дербент, Российская империя — 22 февраля 1933, Авихайль, подмандатная Палестина) — горский еврей, участник объединительного съезда партии «Ахдут ха-Авода» в Петах-Тикве, один из основателей профсоюза демобилизованных солдат Еврейского легиона Британской армии и израильского мошава Авихайль.

## Биография
Родился в 1879 году в Дербенте в семье городского раввина Мануваха Симан-Това и Ливго Ханукаевой. Совершил алию в 1906 году и поселился с родителями, братьями и сестрами в Иерусалиме. Получил традиционное еврейское воспитание и с подросткового возраста работал на виноградниках Ришон-ле-Циона, открыл небольшую лавку в Иерусалиме. Женился на Ривке Алхадовой. У семейной пары родился сын Амирам.
После гибели 13 февраля 1911 года Йехезкеля (Хизгила) Нисанова, бывшего члена партии эсеров, пионера активной алии с Кавказа, стал интересоваться левым сионизмом.
Его лавка находилась в том же месте, где располагалась редакция газеты «Ха-Ахдут» («Единство»). Под влиянием этой среды и своего друга Яакова Зрубавеля приобщился к сионистской работе.
В 1914 году примкнул к партии «Поалей Цион» и в этом же году отправился на работу в Кливленд (Соединённые Штаты Америки). В Кливленде в рамках партийной работы случайно встретился со старыми знакомыми по Иерусалиму, Давидом Бен-Гурионом и Ицхаком Бен-Цви. В 1918 году он вступил добровольцем в состав 39-го батальона Еврейского легиона британской армии (командир — полковник Э. Марголин), состоявший из еврейских добровольцев из США и Канады.
Йосеф Биньяминов принимал участие в захвате переправ через Иордан севернее Иерихона и в наступлении на населенный пункт Эс-Салт в Иордании, отличался своей храбростью.
По возвращении с фронта присоединился к партии «Ахдут ха-Авода» и к профсоюзной организации «Гистадрут».
Как член «Гдуд ха-Авода» («Рабочего батальона имени Йосефа Вольфовича Трумпельдора») Йосеф Биньямини работал фельдшером на прокладке дороги Афула — Назарет. По завершении работ купил вместе с женой аптеку в Иерусалиме, а также получил назначение на должность начальника биржи труда в этом городе. По совместительству работал корреспондентом нью-йоркской газеты «Форвертс» и «Давар» в Подмандатной палестине.
Спустя несколько лет Йосифа Биньямина назначили секретарем поселения в долине Хефер (Эмек-Хефер) для демобилизованных солдат «Еврейского легиона». Для обороны нового поселения Гиват-ха-Хаялим («Солдатский холм»), возникшего летом 1932 года, был создан пункт защиты. Как и другие жители поселения, которое вскоре поменяло название на Авихайль, Биньямини принимал активное участие в его охране.
22 февраля 1933 года, во время торжественной закладки краеугольного камня для дома президента поселенческого общества «Пардэс ха-Гдуд» Джейкобса, Биньямини отлучился со своего поста. Во время его отсутствия в пределы поселения зашли бедуины из племени Блауна, жившие в Вади-Тиан и считавшие эти земли своими. Йосеф Биньямини и ещё несколько человек из Авихайль попробовали изгнать их с участка. По некоторым данным, началась драка и Йосеф Биньямини был забит палками, столкнувшись с группой бедуинов. По версии Рут Порат Йосеф Биньямини получил сильный удар глиняным горшком по голове, который в него бросила бедуинка. По пути в больницу в Тель-Авив он умер. Назавтра хоронили Йосефа Биньямини на холме. На похороны пришли все жители Авихайль и британские полицейские, которые пытались предотвратить беспорядки.
На траурном митинге в день похорон Йосифа Биньямина среди выступающих был его друг, будущий президент Израиля Ицхак бен-Цви. Через полгода рядом с могилой была заложена школа мошава Авихайль.

## Память
После смерти Биньямини Ицхак Бен-Цви, тогда председатель Ваад Леуми, решил объявить Биньямини национальным героем Израиля. Бен-Цви инициировал строительство монументального памятника могиле Йосефа Биньямини — подобного могиле рычащего льва в Тель-Хай. Надгробие разработала его невестка, скульптор Батья Лишански. Бен-Цви получил разрешение от Управления древностей на использование для этой цели мраморного столба с руин Кейсарии. Столб был доставлен на это место в 1936 году. Однако установлен не был и много лет пролежал на могиле.
Йосеф Биньямини так и не был по ряду причин зачислен в пантеон официальных национальных героев, как Иосиф Трумпельдор. Наконец, в ноябре 1947 года на могиле был установлен памятник. Во главе его был помещен семирожковый светильник (Менора) — символ еврейских батальонов. Этот памятник был установлен по проекту Лишански в основном благодаря комитету, созданному Советом трудящихся Тель-Авива для возведения памятников одиноким рабочим.